# 天主教朱古教區
天主教朱古教區 （拉丁語：Dioecesis Diuguensis）是貝寧一個羅馬天主教教區，屬帕拉庫總教區。
教區成立於1995年6月10日，位於峽谷省，2010年有教友36,556人（佔轄區總人口9.0%）、十三個堂區、四十四名司鐸。現任教區主教為保祿‧夸西維‧維埃拉。